# Liste der Gemeinden im Landkreis Berchtesgadener Land

Karte des Landkreises Berchtesgadener Land

Die Liste der Gemeinden im Landkreis Berchtesgadener Land gibt einen Überblick über die 15 kleinsten Verwaltungseinheiten des Landkreises. Drei der Gemeinden sind Kleinstädte.
In seiner heutigen Form entstand der Landkreis Berchtesgadener Land im Zuge der im Jahr 1972 durchgeführten bayerischen Gebietsreform. Der Landkreis wurde aus dem Landkreis Berchtesgaden, Teilen des Landkreises Laufen und der kreisfreien Stadt Bad Reichenhall gebildet. Die heutige Gemeindegliederung war im Jahr 1979 abgeschlossen. Bad Reichenhall ist die Kreisstadt des Landkreises; als Ausgleich für den Verlust der Kreisfreiheit wurde die Stadt zur Großen Kreisstadt erhoben. In dem Landkreis haben sich keine Gemeinden zu Verwaltungsgemeinschaften zusammengeschlossen. Bei den Gemeinden ist vermerkt, zu welchem Landkreis der Hauptort der Gemeinde vor der Gebietsreform gehörte. Bei den Ortsteilen der Gemeinden ist das Jahr vermerkt, in dem diese der Gemeinde beitraten. Bei den Ortsteilen (Gemeindeteilen), die vor der Gebietsreform zu einem anderen Landkreis gehörten als der Hauptort der heutigen Gemeinde, ist auch dieses vermerkt.

## Beschreibung
Der Landkreis hat eine Gesamtfläche von 839,97 km2. Die größte Fläche innerhalb des Landkreises haben die Gemeinden Schönau a.Königssee mit 131,68 km2, Ramsau b.Berchtesgaden mit 129,18 km2, Schneizlreuth mit 97,63 km2 und  der Markt Teisendorf mit 86,77 km2. Eine Gemeinde hat eine Fläche die größer ist als 40 km2 und sechs Gemeinden haben eine Fläche von über 30 km2 darunter die Städte Bad Reichenhall und Laufen. Die restlichen vier Gemeinden sind über 10 km2 groß. Die kleinsten Flächen haben die Gemeinde Piding mit 17,55 km2, die Stadt Freilassing mit 14,79 km2 und die Gemeinde Bayerisch Gmain mit 11,4 km2. Die Fläche der beiden verbleibenden gemeindefreien Gebiete, die im Landkreis liegen, beträgt zusammen 29,61 km².
Den größten Anteil an der Bevölkerung des Landkreises von 108.315 Einwohnern hat die Große Kreisstadt Bad Reichenhall mit 19.087 Einwohnern, gefolgt von der Stadt Freilassing mit 18.036, und den Gemeinden Ainring mit 10.002 und Teisendorf mit 9431 Einwohnern. Zwei Gemeinden, Berchtesgaden und  Bischofswiesen haben über 7.000 Einwohner, die Stadt Laufen hat über 6.000 Bewohner. Drei Gemeinden haben über 5.000 Einwohner, jeweils eine Gemeinde über 4.000 beziehungsweise 2.000 und die drei kleinsten Gemeinden haben über 1.000 Einwohner. Letztgenannte sind die Gemeinden Marktschellenberg mit 1770 Einwohnern, Ramsau b.Berchtesgaden mit 1748 und Schneizlreuth mit 1394 Einwohnern.
Der gesamte Landkreis Berchtesgadener Land hat eine Bevölkerungsdichte von 129 Einwohnern pro km2. Die größte Bevölkerungsdichte innerhalb des Kreises haben die Städte Freilassing mit 1219 Einwohnern pro km2 und Bad Reichenhall mit 484, gefolgt von den Gemeinden Piding mit 311 und Ainring mit 303. Drei Gemeinden haben eine Bevölkerungsdichte von über 200, weitere vier von über 100. Zwei dieser Gemeinden, darunter die Stadt Laufen haben eine höhere Bevölkerungsdichte als der Landkreisdurchschnitt von 129. In den restlichen vier Gemeinden liegt die Bevölkerungsdichte unter 100. Die am dünnsten besiedelten Gemeinden sind Schönau a.Königssee mit 43, Schneizlreuth mit 14 und Ramsau b.Berchtesgaden mit 14 Einwohnern pro km2.

## Legende
- Gemeinde: Name der Gemeinde beziehungsweise Stadt und Angabe, zu welchem Landkreis der namensgebende Ort der Gemeinde vor der Gebietsreform gehörte
- Gemeindeteile: Aufgezählt werden die ehemals selbständigen Gemeinden der Verwaltungseinheit. Dazu ist das Jahr der Eingemeindung angegeben. Bei den Ortsteilen (Gemeindeteilen), die vor der Gebietsreform zu einem anderen Landkreis gehörten als der Hauptort der heutigen Gemeinde, ist auch dieses vermerkt[1]
- Wappen: Wappen der Gemeinde beziehungsweise Stadt
- Karte: Zeigt die Lage der Gemeinde beziehungsweise Stadt im Landkreis
- Fläche: Fläche der Stadt beziehungsweise Gemeinde, angegeben in Quadratkilometer
- Einwohner: Zahl der Menschen die in der Gemeinde beziehungsweise Stadt leben (Stand: 31. Dezember 2023[2])
- EW-Dichte: Angegeben ist die Einwohnerdichte, gerechnet auf die Fläche der Verwaltungseinheit, angegeben in Einwohner pro km2 (Stand: 31. Dezember 2023[3])
- Höhe: Höhe der namensgebenden Ortschaft beziehungsweise Stadt in Meter über Normalnull[4]
- Bild: Bild aus der jeweiligen Gemeinde beziehungsweise Stadt

## Gemeinden
| Gemeinde                                                                            | Gemeindeteile | Wappen                                      | Karte                                                                      | Fläche | Einwohner | EW- Dichte | Höhe | Bild |
| ----------------------------------------------------------------------------------- | --- | ------------------------------------------- | -------------------------------------------------------------------------- | ------ | --------- | ---------- | ---- | --- |
| Landkreis Berchtesgadener Land                                                      | | Wappen des Landkreises Berchtesgadener Land | Lage des Landkreises Berchtesgadener Land in Bayern                        | 839,97 | 108,315   | 129        |      | St. Bartholomä am Königssee · Watzmann – Gemälde von Caspar David Friedrich |
| Ainring (gehörte vor der Gebietsreform zum Landkreis Laufen)                        | Ainring Straß (1970) | Wappen der Gemeinde Ainring                 | Lage der Gemeinde Ainring im Landkreis Berchtesgadener Land                | 32,97  | 10,002    | 303        | 461  | Ainring: Kirche Sankt Laurentius und Mauritius |
| Anger (gehörte vor der Gebietsreform zum Landkreis Berchtesgaden)                   | Anger (Gemeinde hieß bis 1937 Stoißberg) Aufham (1978) Högl (1978; teilweise – anderer Teil gehört heute zur Gemeinde Piding)             | Wappen der Gemeinde Anger                   | Lage der Gemeinde im Landkreis Berchtesgadener Land                        | 45,91  | 4.525     | 99         | 560  | Kloster Höglwörth |
| Große Kreisstadt Bad Reichenhall (war vor der Gebietsreform eine kreisfreie Stadt)  | Bad Reichenhall alle eingemeindeten Gemeinden gehörten vor der Gebietsreform zum Landkreis Berchtesgaden: Karlstein (1978) Marzoll (1978) | Wappen der Stadt Bad Reichenhall            | Lage der Stadt Bad Reichenhall im Landkreis Berchtesgadener Land           | 39,44  | 19,087    | 484        | 473  | Alte Saline von Bad Reichenhall · Rathaus von Bad Reichenhall |
| Bayerisch Gmain (gehörte vor der Gebietsreform zum Landkreis Berchtesgaden)         | Bayerisch Gmain | Wappen der Gemeinde Bayerisch Gmain         | Lage der Gemeinde Bayerisch Gmain im Landkreis Berchtesgadener Land        | 11,4   | 3.202     | 281        | 540  | Blick über die Gmain |
| Markt Berchtesgaden (gehörte vor der Gebietsreform zum Landkreis Berchtesgaden)     | Berchtesgaden Au (1972) Maria Gern (1972) Salzberg (1972)                                                                                 | Wappen des Marktes Berchtesgaden            | Lage des Marktes Berchtesgaden im Landkreis Berchtesgadener Land           | 35,61  | 7.698     | 216        | 571  | Blick auf den Watzmann – im Vordergrund Berchtesgaden · Königliches Schloss Berchtesgaden mit Stiftskirche und Schlossplatz |
| Bischofswiesen (gehörte vor der Gebietsreform zum Landkreis Berchtesgaden)          | Bischofswiesen | Wappen der Gemeinde Bischofswiesen          | Lage der Gemeinde Bischofswiesen im Landkreis Berchtesgadener Land         | 34,46  | 7.111     | 206        | 615  | Der hl. Nikolaus, das Nikoloweibl und die Buttenmandl |
| Stadt Freilassing (gehörte vor der Gebietsreform zum Landkreis Laufen)              | Freilassing | Wappen der Stadt Freilassing                | Lage der Stadt Freilassing im Landkreis Berchtesgadener Land               | 14,79  | 18,036    | 1.219      | 418  | „Lokwelt Freilassing“ |
| Stadt Laufen (gehörte vor der Gebietsreform zum Landkreis Laufen)                   | Laufen Heining (1970) Leobendorf (1978) Triebenbach (1970)                                                                                | Wappen der Stadt Laufen                     | Lage der Stadt Laufen im Landkreis Berchtesgadener Land                    | 35,31  | 7.541     | 214        | 404  | Luftbild von der Laufener Altstadt und der Salzachschleife |
| Markt Marktschellenberg (gehörte vor der Gebietsreform zum Landkreis Berchtesgaden) | Marktschellenberg Landschellenberg (1969) Scheffau (1969)                                                                                 | Wappen des Marktes Marktschellenberg        | Lage des Marktes Marktschellenberg im Landkreis Berchtesgadener Land       | 17,66  | 1.770     | 100        | 478  | Kugelmühle am Ausgang der Almbachklamm |
| Piding (gehörte vor der Gebietsreform zum Landkreis Berchtesgaden)                  | Piding Högl (1978; teilweise – anderer Teil gehört heute zur Gemeinde Anger)                                                              | Wappen der Gemeinde Piding                  | Lage der Gemeinde Piding im Landkreis Berchtesgadener Land                 | 17,55  | 5.464     | 311        | 455  | Schloss Staufeneck |
| Ramsau b.Berchtesgaden (gehörte vor der Gebietsreform zum Landkreis Berchtesgaden)  | Ramsau b.Berchtesgaden | Wappen der Gemeinde Ramsau b.Berchtesgaden  | Lage der Gemeinde Ramsau b.Berchtesgaden im Landkreis Berchtesgadener Land | 129,18 | 1.748     | 14         | 670  | Ramsau bei Berchtesgaden: Kirche Sankt Fabian und Sebastian · Hintersee |
| Saaldorf-Surheim (gehörte vor der Gebietsreform zum Landkreis Laufen)               | Saaldorf Surheim (Zusammenschluss der beiden Gemeinden im Jahr 1978; Gemeindename Saaldorf-Surheim seit 1994)                             | Wappen der Gemeinde Saaldorf-Surheim        | Lage der Gemeinde Saaldorf-Surheim im Landkreis Berchtesgadener Land       | 39,09  | 5.600     | 143        | 449  | Abtsdorfer See |
| Schneizlreuth (gehörte vor der Gebietsreform zum Landkreis Berchtesgaden)           | Schneizlreuth Weißbach a.d.Alpenstraße (1978)                                                                                             | Wappen der Gemeinde Schneizlreuth           | Lage der Gemeinde Schneizlreuth im Landkreis Berchtesgadener Land          | 97,63  | 1.394     | 14         | 516  | Die Hofkapelle von Schneizlreuth |
| Schönau a.Königssee (gehörte vor der Gebietsreform zum Landkreis Berchtesgaden)     | Schönau a.Königssee Schönau (1978) Königssee (1978)                                                                                       | Wappen der Gemeinde Schönau a.Königssee     | Lage der Gemeinde Schönau a.Königssee im Landkreis Berchtesgadener Land    | 131,68 | 5.706     | 43         | 630  | Blick auf die Bootshäuser und die Insel Christlieger am Nordende des Königssees – von der Ortschaft Königssee aus fotografiert |
| Markt Teisendorf (gehörte vor der Gebietsreform zum Landkreis Laufen)               | Teisendorf Freidling (1971) Holzhausen (1972) Neukirchen a.Teisenberg (1978) Oberteisendorf (1978) Roßdorf (1972)                         | Wappen des Marktes Teisendorf               | Lage des Marktes Teisendorf im Landkreis Berchtesgadener Land              | 86,77  | 9.431     | 109        | 500  | Gedenktafel an die mittelalterliche Salzstraße von Bad Reichenhall zum Bodensee südöstlich von Teisendorf mit der Aufschrift: Dieser Hohlweg ist Zeugnis der alten SALZSTRASSE von Reichenhall nach Bayern. Bis zum Neubau 1787 zogen auf dieser Säumer und Salzfuhrwerke nach Noden und Westen |
| Eck (gemeindefreies Gebiet)                                                         | - | Ohne Wappen                                 |                                                                            | 12,60  |           |            |      | Bildbeschreibung wird sowieso nicht angezeigt (außer bei Miniatur, aber dann nicht zentriert) |
| Schellenberger Forst (gemeindefreies Gebiet)                                        | - | Ohne Wappen                                 |                                                                            | 17,01  |           |            |      | Bildbeschreibung wird sowieso nicht angezeigt |